# Tulisaari (ö i Rautavaara)
Tulisaari med Hirviluoto är en ö i Finland. Den ligger i sjön Keyritty och i kommunen Rautavaara i den ekonomiska regionen  Nordöstra Savolax ekonomiska region  och landskapet Norra Savolax, i den centrala delen av landet, 400 km nordost om huvudstaden Helsingfors. Öns area är 38 hektar och dess största längd är 2 kilometer i sydöst-nordvästlig riktning.